# شرطي مادي
الشرطي المادي أو الاقتضاء المادي عند المنطقيين هي القضية المركبة من قضيتين إحداهما محكوم عليها والأخرى محكوم بها. وهي على قسمين لأنها إن أوجبت حصول إحدى القضيتين عند حصول الأخرى أو سلبته فهي متصلة وإن أوجبت انفصال إحداهما عن الأخرى أو سلبته فهي منفصلة. فالقضية شرطية مثل كلما كانت الشمس طالعة فالنهار موجود.